# にごどる!
にごどる！（にごどる！、英: nigodol！ ）は声優によるアイドルユニットである。

## 概要
SHOWROOM上で架空のアイドルユニットを育成するコンテンツである。
メンバーはインターネット上のコンピューターに存在するとされる架空の妖精を演じる。妖精は普段は聖うぇぶからー学園に在籍している訓練生で、ライブストリーミング配信を介して人間界とコンタクトをする。その際、多くのアイドルユニットのように演じるキャラクターにイメージカラーと大まかなキャラクター設定のみ設定されているが、それ以上の詳しいキャラクターデザインはファンの手でも行うファン参加型を採用している。
グループ名の由来はボイスドラマ「にごどる！誕生」において「2.5次元を彩るアイドル」より「にごどる！」と命名されたとしている。また、にごどる！のファンを「にごみん」と呼ぶ。ユニットイメージカラーは■オレンジ。

## 世界設定
2015年12月14日以降の新しい設定として次のように記載されている。
「パソコンの中で人間の知らないところでひそかに働くからふるなうぇぶからーの妖精たち。あるとき、妖精たちは人間とインターネットを通してお話できることを知って。困っている人間の役に立つことができたのをきっかけに、人間のことを知りたい！人間みたいになりたい！と思うようになった。ぷろぐらむで人間と同じような名前や身体を手に入れて集まった9人は、にごどる！という仲間になって。人間とおなじように妖精たちの学校 うぇぶからー学園に通い、人間と仲良くなるための お勉強のひとつとして、毎日SHOWROOMから人間とのお話を楽しんでいる。」

2016年2月12日に発表された公式HPからは以下のとおり記載されている。
2014年に結成された、声優によるアイドル・ユニットです。それぞれに担当する色があり、SHOWROOM においてアニメーション配信をしています。にごどる！のメンバーはそれぞれ2次元と3次元の間、2.5次元に存在する妖精なのです！ 2次元の彼女たちは、パソコンの中で人間の知らないところで活動しています。人間とインターネットを通してお話できることを知って。 困っている人間の役に立つことができたのをきっかけに・・・ 人間のことを知りたい！ 人間みたいになりたい！ と思うようになりました。
ぷろぐらむで人間と同じような名前や身体を手に入れて集まった9人。妖精たちの学校 聖うぇぶからー学園に通いながら人間と仲良くなるための お勉強のひとつとして、SHOWROOMから人間とのお話を楽しんでいるのです…。

## 歴史
2014年（平成26年）
- 11月14日-2015年1月29日SHOWROOM内イベント「にごどる！〜声優×イラスト＝2.5次元のアイドルを育てよう！〜」開催

2015年（平成27年）
- 2月12日-3月16日「にごどる！〜せかんどしーずんっ〜」
- 4月13日-5月12日「にごどる！〜さーどしーずんっ〜」
- 6月15日-6月25日「にごどる！〜夏の特別編〜」
- 8月1日-8月18日「にごどる！〜ふぉーすしーずんっ〜」
- 8月28日『Akiba　A　Ruki　チャンネル生放送！ゲスト：にごどる！』　WebTV生放送＆公開収録　交流会ふぁんみーてぃんぐ』[2]にて当時11名全員そろって初の披露が行われた。しかし、この時が11名で露出した最後となる。
- 10月29日　黄色担当の落月南衣代（おちつき　ないよ）cv.宮木南美と紺色担当のルナール・N・ ローザcv.三浦愛恵の卒業が発表される。
- 10月30日　にごどる！公式ルームからにごどる！による定期配信が開始。
- 11月14日　にごどる！公式ルーム配信にて結成1周年を祝う
- 11月18日　「アキバ系BBチャンネル10周年記念　Brilliant.06 -Respect The ANI-SON-[3]」出演
- 12月14日-12月28日「にごどる！〜ふぃふすしーずんっ〜」
- 12月29日　『Respect The ANI-SON Brilliant Mini.03』[4]出演

2016年（平成28年）
- 1月21日　「にごどる！〜ふぃふすしーずんっ〜。[5]」にてLv15の報酬として、1/21の公式放送が、秋葉原ＲＭバーガーより公開生放送となる。　[6]
- 2月12日 声優ユニット　にごどる！ふぁんみーてぃんぐっ！[7]にて9名全員そろってファンミーティングを開催。この様子はSHOWROOM　にごどる！公式にて放送された。また、この時に公式HPの発表もされた。
- 2月20日 アキバ大好き祭りステージ出演。新曲お披露目
- 2月20日-21日　アキバ大好き祭りに物販出店。メンバーが時間変わりで売り子を担当。
- 3月27日 「Respect the ANI-SON Brilliant Mini.04」出演
- 4月2日 「秋葉原CultureFestival in 上野 2016 Spring」出演
- 4月30日 バクレスターゲッツ主催「TARGET1 〜はじめてのりんご生誕祭っていいます！」出演
- 5月15日『Brilliant.07　Respect The ANI-SON』 出演
- 5月23日-6月6日 にごどる！～しっくすしーずんっ～
- 9月4日 「第2回渋谷ズンチャカ!」出演

2017年（平成29年）
- 2月5日 1stCD 「いろどる☆にごどる」リリース
- 9月10日 和流みずほ（cv.舞川さくら）卒業

## キャラクターおよび声の演者
結成当初は11人であったが2017年11月現在8人である。
- 雪乃真白（ゆきの ましろ）
  - 声優：杉村ちか子
  - テーマカラー：□白
  - 出身地：雪の国
  - 年齢：17歳
  - 血液型：O型
  - 身長：157cm
  - 誕生日：1月1日
  - 所属：もぐもぐ部
  - マスコット：ゆきちゃん（オコジョ）、アルベルト・パッカーノ3世、愛称はアルさん（アルパカ）
  - 詳細：あなたのお悩み真っ白に！ 雪の国から聖うぇぶからー学園に来た天真爛漫な女の子。口ぐせは「何とかなるさ！」。もぐもぐ部(紫、青)のメンバーと仲良し。
- 黒葉美咲（くろは みさき）
  - 声優：葉月真衣
  - テーマカラー：■黒
  - 年齢：18歳
  - 血液型：AB型
  - 身長：165cm
  - 誕生日：11月29日
  - 所属：弓道部
  - 詳細：『電子の海に還りなさい！』KUROHAパッドにはご注意を…化学式を入力することで様々な特殊能力を発揮できる左腕のKUROHAパッド。なんとハイザキ・ニル(グレー)の身長を通常サイズにしているとのこと。まあかやあおいと同じく弓道部に所属し、ブラックアローの異名を持っている。理系女子であるがゆえか、漢字が苦手なようだ。
- ハイザキ・ニル
  - 声優：新妻華奈
  - テーマカラー：■グレー
  - 年齢：6歳…かな？
  - 血液型：ないっ！あ、わからない！
  - 身長：178メ…センチメートル！
  - 誕生日：11月6日って書いてあるぞ?
  - 詳細：にごどる界の切り込み隊長！ 最強のアイドル(物理)を目指して日々邁進中だよっ！ 自分を助けてくれた美咲を「マスター」と呼び、慕っている。
- 梓ノ宮 紫（しのみや ゆかり）
  - 声優：篠崎愛
  - テーマカラー：■紫
  - 出身地：花の国
  - 年齢：17歳
  - 血液型：B型
  - 身長：162cm
  - 誕生日：11月14日
  - 所属：生徒会／もぐもぐ部
  - マスコット：設定なし
  - 詳細：女の子は子猫だけど、男は皆ペットでしょう？ 花の国から聖うぇぶからー学園に来た大人っぽい女の子。女の子には優しいけれど男の子にはクールで、学園の生徒会長。生徒からこっそり高嶺の花と言われている。もぐもぐ部(白、青)のメンバーと仲良し。
- 深海あおい（ふかみ あおい）
  - 声優：鈴木千菜実
  - テーマカラー：■青
  - 出身地：海の国
  - 年齢：17歳
  - 血液型：A型
  - 身長：158cm
  - 誕生日：12月25日
  - 所属：もぐもぐ部／弓道部
  - マスコット：まさお（ジンベエザメ）
  - 詳細：みんなで一緒に楽しみましょう♪海の国から聖うぇぶからー学園に来た女の子。普段はおっとり、時にびしっとクールなしっかり者のお姉さん。もぐもぐ部(白、紫)のメンバーと仲良し。
- 緑川翡翠（みどりかわ ひすい）
  - 声優：村田綾野
  - テーマカラー：■緑
  - 年齢：16歳
  - 血液型：?型
  - 身長：154cm
  - 誕生日：5月4日(みどりの日)
  - 詳細：この眼鏡にかけて、あなたを癒します！ 眼鏡が好きな僕っ子。草ウサギのコトハと仲よしです。すべてはフィーリング！
- 星宮こもも（ほしみや こもも）
  - 声優：結月春菜
  - テーマカラー：■ピンク
  - 年齢：15歳
  - 血液型：AB型
  - 身長：147センチ
  - 誕生日：6月6日(兄の日)
  - 詳細：にぃに、今日3回もこももちん以外の女の子とお話してたよね…？ 別の女の子と二度とお話しないようにDNAから教育し直してあ・げ・ゆ
- 結城真朱（ゆうき まあか）
  - 声優：寺島あかり
  - テーマカラー：■赤
  - 年齢：16歳
  - 血液型：A型
  - 身長：148cm
  - 誕生日：7月23日
  - 所属：弓道部
  - 詳細：まあかとお話ししてくれるでしょ？

### 旧プロフィール
1.名前2.年齢3.口癖、決め台詞、挨拶4.性格5.その他　　

メンバー　

1.雪乃 真白(ゆきの ましろ )cv.杉村ちか子　　

2.17歳　

3.なんとかなるさ！あなたのお悩み真っ白に！　

4.雪ん子、ふんわりに見えて運動大好き、田舎娘、おばあちゃんの味特訓中。　

5.相棒のオコジョの雪ちゃんとアルパカのアルベルト・パッカーノ3世。　

　

1.黒葉 美咲 (くろは・みさき)cv.葉月真衣　　
2.18歳　

3.電子の海に還りなさい、Bluck out !! 　

4.物事をはっきりという厳しいところがあるが、まっすぐな性格。会話に化学式が出るくらいの理系　

　

1.ハイザキ・ニルcv.新妻華奈　　

2.6歳(人間35年→ロボ6年)　

3.時代は中世、時は戦国！　

4.一人称「わっち」　

普段は少年のように明るく元気にふるまっているが、その実心は空っぽなヤンデレ。多重人格。　

5.誕生日11月6日。ロボットである　

　

1.和流みずほ（せせらぎみずほ）cv.舞川さくら　　

2.12歳　

3.もふもふ♡ / おつもふ　

4.妹、愛されキャラ、人懐っこい、天然、漢字が苦手　

5.O型、誕生日3月7日　

1.梓ノ宮 紫 （しのみや ゆかり）cv.篠崎愛　　

2.１８歳　

3.『皆の主は誰ですかー？（紫ちゃーん 紫様ー！）はいっ、紫です♪』　

『女の子は子猫ちゃんだけど…男は皆 奴隷（ペット）でしょ？♡』　

4.S気質…女王様・お姫様扱いされるのが好き、お色気　

　

1.深海あおい(ふかみあおい)cv.鈴木千菜実　　

2.16歳　

3.ブルーな気分をドーンですよ　

この青き世界の輝きの為に紡ぎの矢を放ちます　

4.誕生日:12/25。基本は敬語。弓道と泳ぐことが得意。弓道部。　

5.マスコットキャラはジンベエザメのまさお。　

　

1.緑川 翡翠(みどりかわ ひすい)cv.村田綾野 　　

2.18歳　

3.この眼鏡にかけて、あなたを癒します！、おやすみどりー♪　

4.ボクッ娘、元気っこ、怖がり(お化けを信じてる)　

5.誕生日→5/4(みどりの日)　身長→154cm　

　

1.星宮こもも(ほしみやこもも)cv.結月春菜　　

2.15歳　

3.ぱぅ〜？/こももちん、おこぷんいんぱくと！/おはくまにちは！　

4.天然小悪魔、ゲーム好き　

5.トレードマークは"星"、AB型、誕生日6月6日　

　

1.結城真朱(ゆうきまあか)　cv.寺島あかり　　

2.15歳(高校1年生)　

3.「え？ケチャップかけないでナニかけるの？」　

4.ツンデレ/熱血/ケチャラー　

5.真白ちゃんと似たものを感じる、あおいちゃん→弓道部の先輩と後輩、ペット豆柴のトマトちゃん　

　

　

　

### 旧メンバー
1.落月南衣代（おちつき　ないよ）cv.宮木南美　　

2.自称8歳　

3.「カレーでも被って反省するのじゃ！」　

4.オタサーの姫、なんかの一族の末裔らしい？　

5.ルナールちゃんのことが好き、一人称:わし 語尾:なのじゃ　

　

ルナールNローザ（るなーるねいびーろーざ）cv.三浦愛恵

- 和流みずほ（せせらぎ みずほ）
  - 声優：舞川さくら
  - テーマカラー：■水色
  - 年齢：12歳（中学1年生）
  - 血液型：O型
  - 身長：140cm
  - 誕生日：3月7日
  - 詳細：水まわりのことならみずほにお任せっ！ みーんなみずほのお友だちなの♡もふもふ系女子でちょっとおバカなアイドルを夢見る女の子。

## SHOWROOMイベント
にごどる！〜声優×イラスト＝2.5次元のアイドルを育てよう！〜
2014年11月14日-2015年1月29日に開催。キャラクターデザイン等の設定を決めた。キャラクターイラスト公募はTINAMIを利用。
にごどる！〜せかんどしーずんっ〜
2015年2月12日-3月16日に開催。11人で1000万ポイントを獲得し、スペシャルボイスドラマの作成が決定。
にごどる！〜夏の特別編〜
2015年6月15日-6月24日に開催。コミックマーケット88のハッカドール×モバゲーブースで配布される「電撃ハッカドールMobage（仮）」に、描き下ろしイラストで登場するキャラクターを選抜。落月、結城、黒葉が選抜された。
にごどる！〜さーどしーずんっ〜
2015年4月13日-5月12日に開催。2000万ポイントを獲得し、オリジナル楽曲の作成配信が決定。このときの上位3名（葉月、寺島、新妻）がメインボーカルに決定。
にごどる！〜ふぉーすしーずんっ〜
2015年8月1日-8月18日に開催。このイベントにおいて8月28日に実施された『Akiba　A　Ruki　チャンネル生放送！ゲスト：にごどる！』WebTV生放送＆公開収録　交流会ふぁんみーてぃんぐ内でオリジナル楽曲生ライブ披露とLV4先着達成者4名（葉月、杉村、鈴木、篠崎）による生SRアニメ配信決定。
にごどる！〜ふぃふすしーずんっ〜
2015年12月14日-12月28日に開催。このイベントにおいて9人全員でLV12に到達したため「にごどるっ！」公式ホームページ作成決定。2016年2月12日に実施を予定している『にごどるっ！ふぁんみーてぃんぐっ！Vol.2』（仮）内でLV13先着達成者4名（葉月、杉村、寺島、舞川）による生SRアニメ配信決定。LV15に黒・白・赤の3人が達成したため2月のファンミーティングより前に公式生放送収録決定。LV16に黒・白の2人が達成したため、全員分の「にごどるっ！」個別オリジナルグッズ作成&リアルイベントでの販売決定。また、LV17に黒が達成したため、全員で歌うオリジナル曲を1曲制作決定（振付付き）。
にごどる！〜しっくすしーずんっ〜
2016年5月23日-6月6日に開催。多田彰文作曲、くまのきよみ作詞の新オリジナルテーマソング制作に伴うメインボーカル担当3名選抜など。
新オリジナルテーマソングメインボーカルは杉村、葉月、舞川が担当することに決まった。
にごどる！〜せぶんすしーずんっ〜
2016年12月6日-12月20日に開催。朗読劇の主役と準主役を決める。

## 交流会
ネット配信活動以外の活動ではライブ活動の他にファンとの交流の場として『にごどる！ふぁんみーてぃんぐ』を開催している。
- 第1回
  - 2015年8月28日開催。出演者は初期の11名全員でリアルでは初お披露目。しかしこの編成では最後の露出で、のちの10月29日に2名の卒業が発表された。
- 第2回
  - 2016年2月12日開催。新編成全員9名の出演。にごどる！公式ルームで同時中継配信を実施。「SHOWROOMにごどる！～ふぃふすしーずん～」イベント特典である公式サイト開設をお知らせを行った。

## 楽曲

### 音源化楽曲
- star☆seeker 作詞 七条レタス(IOSYS) 作曲編曲　D.watt(IOSYS)
- にごどれ！うぇぶからーどフェアリー 作詞 七条レタス(IOSYS) 作曲編曲　uno(IOSYS)
- いろどる☆にごどる 作曲 多田彰文 作詞 くまのきよみ

### 未音源化楽曲
- We are にごどる！作詞作曲　AKINO LEE
  - SHOWROOMイベント「にごどる～ふぃふすしーずん～」特典。全員歌唱。

## 出演

### イベント
- アキバ系ＢＢチャンネル10周年記念　Brilliant.06 -Respect The ANI-SON（2015年11月18日／グレー、紫、青、緑、赤）
- Respect The ANI-SON Brilliant mini.03（2015年12月29日／紫、青、緑）
- アキバ大好き祭り(2016年2月20日／ピンク、グレー除く7名）
- Respect The ANI-SON Brilliant mini.04（2016年3月27日／紫、青、緑）
- 秋葉原CultureFestival in 上野2016 Spring（2016年4月2日／ピンク除く8名）
- バクレスターゲッツ主催「TARGET1 〜はじめてのりんご生誕祭っていいます！」（2016年4月30日／黒、グレー、水色、緑、紫、赤）
- 『Brilliant.07　Respect The ANI-SON』 （2016年5月15日／黒、グレー、水色、緑、紫、青、赤）
- 渋谷ズンチャカ!（2016年9月4日／黒、グレー、水色、紫、青、赤）

### ライブ
- 聖うぇぶからー学園真冬の学園祭（2017年2月5日）

### インターネット放送
- AmebaFRESH!「ライブアイドル名鑑」（2016年4月2日／黒、水色、紫、緑）